# Julia Marton-Lefèvre

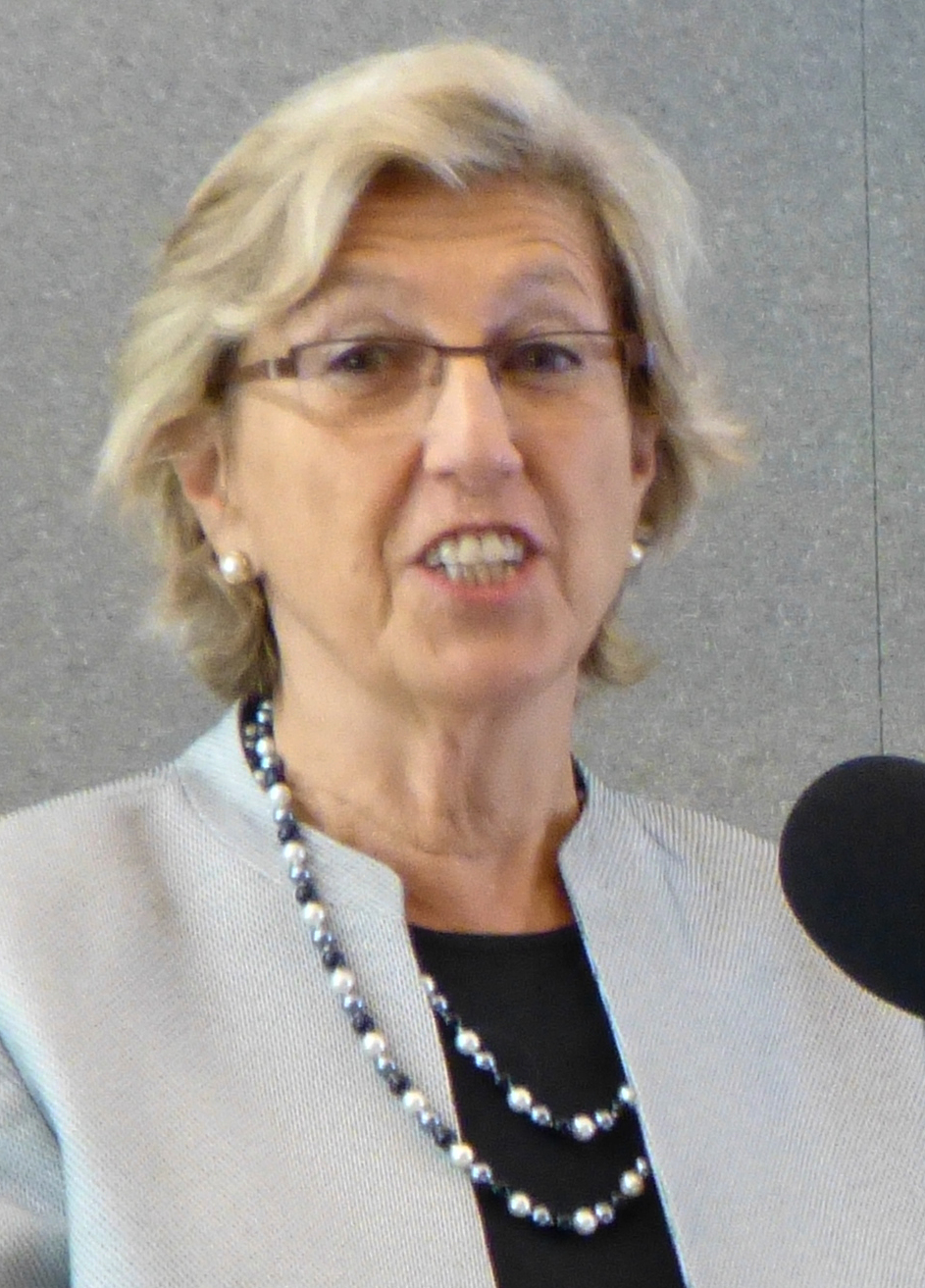
Julia Marton-Lefèvre

Julia Marton-Lefèvre (* 1946 in Budapest, Ungarn) war von 2007 bis 2014 Generaldirektorin der Weltnaturschutzunion International Union for Conservation of Nature and Natural Resources (IUCN).
1957 flüchtete sie mit ihren Eltern Endre und Ilona Márton aus Ungarn über Wien in die USA. Sie studierte Geschichte, Ökologie und Umweltplanung in den USA und Frankreich.
Sie ist stellvertretende Vorsitzende des World Resources Institute und Mitglied in zahlreichen Gremien und Kommissionen wie das International Institute for Environment and Development (IEED), 1997–2005 Geschäftsführerin von Leadership for Environment and Development International (LEAD) (in New York und dann in London) und im Kuratorium der Bibliotheca Alexandrina.
Sie war Rektorin der Universität für den Frieden, eine von der Vereinten Nationen gegründete Organisation mit Hauptcampus in der Nähe von San José in Costa Rica.
Julia Marton-Lefèvre wurde 2008 zum Ritter der Chevalier de Legion d’Honneur ernannt.
Sie ist Ratsmitglied im World Future Council.